# Den Hartogh
Den Hartogh Logistics är ett nederländskt logistikföretag som är verksamt inom segmentet transport av flytande kemikalier och gasprodukter.

## Historia
Företaget grundades 1920 av Jacobus Den Hartogh i Hillegom i Nederländerna. Under tidigt skede transporterade bolaget olika torrvaror såsom socker, mjöl och andra basvaror. Under 1970-talet skiftade dock fokus mot transport av flytande kemikalier, både i tankbilar och tankcontainrar.
År 2024 förvärvade företaget H&S Group. Med detta förvärv utökade därmed bolaget sitt verksamhetsområde till att även omfatta transport av livsmedel.

## Verksamhet
Den Hartogh transporterar kemikalier i tankcontainrar i olika storlekar, där den vanligaste är en 20 fots ISO-container.[källa behövs] Företag är verksamt globalt med kontor i över 25 länder.
I Sverige har bolaget ett kontor i Göteborg samt ett logistikcenter strax utanför Göteborgsområdet, där tjänster som lagring, tvätt och reparation av tank-containrar kan utföras.[källa behövs]